# David Hallyday

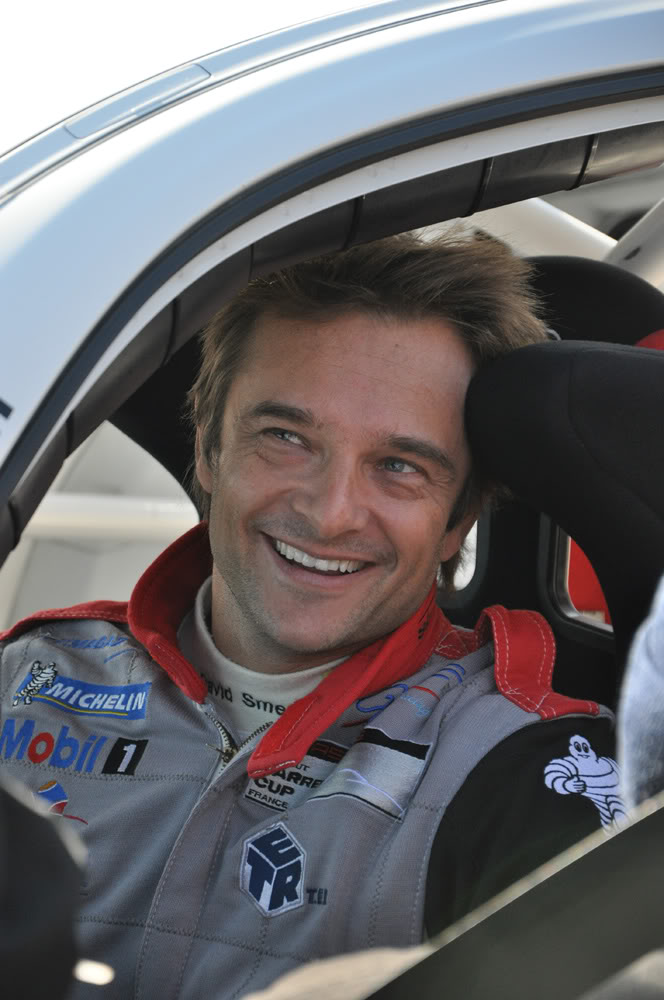
David Hallyday (2018)

David Hallyday, bürgerlich David Michael Benjamin Smet (* 14. August 1966 in Boulogne-Billancourt) ist ein französischer Songwriter, Musiker und Autorennfahrer.

## Karriere
David Hallyday ist der Sohn von Johnny Hallyday (Jean-Philippe Smet) und Sylvie Vartan. Aufgrund der großen Popularität seines Vaters wurde er in Frankreich von Geburt an nur David Hallyday genannt, unbeachtet der Tatsache, dass sein Nachname Smet lautet. Lediglich im Motorsport führen ihn die Organisatoren bisweilen unter seinem eigentlichen Namen.
David Hallyday wuchs nach der Trennung seiner Eltern bei seiner Mutter in Los Angeles auf. Mit sechs Jahren schenkte er seiner Mutter zum Geburtstag seinen ersten selbstgeschriebenen Song. Zudem entwickelte er früh Interesse am Schlagzeugspiel und beobachtete bei Konzerten seines Vaters stets dessen Drummer Tommy Brown, von dem er sich vieles abschaute. Daheim spielte er am eigenen Schlagzeug Led Zeppelin und andere Bands der 1970er nach.
Den Start in die Musikkarriere begann David Hallyday zunächst mit einigen Songs, die er für zwei Filme schrieb. Bei den Gesprächen zur Musik in He's my girl wurde er gefragt, ob er nicht auch Interesse hätte, für eine Rolle vorzusprechen, und erhielt eine der beiden Hauptrollen im Film. Nach dem Film erschien sein erstes eigenes Album True Cool, zwei Jahre später das zweite in einem ähnlichen musikalischen Stil. In den 1990er Jahren veränderte sich seine Musik. 1994 brachte er ein Album mit seiner Gruppe Blind Fish heraus, 1997 mit seiner Gruppe Novacaine das gleichnamige Album, das deutlich rockiger ist als seine Vorgänger.
Private Veränderungen in David Hallydays Leben wirkten sich auf seine Musik aus. 1999 erschien mit Un paradis / Un enfer sein erstes französischsprachiges Album. Parallel dazu veröffentlichte sein Vater das Album Sang pour sang, für das David die komplette Musik geschrieben hatte und koproduzierte. Das Album brachte Johnny Diamant ein und es gab eine Menge Auszeichnungen für Vater und Sohn. Es folgte das Album Révélation mit einer etwas elektronischeren Betonung in der Musik, und mit Satellite sein bislang rockigstes französischsprachiges Album. Das Album David Hallyday ist sein bislang persönlichstes und mit einer starken akustischen Note. Die meisten Instrumente spielt er auf diesem Album selbst. Er nimmt häufig an dem jährlichen Wohltätigkeitskonzert der Les Enfoirés, dem größten Medienereignis in der frankophonen Welt teil.
Neben der Musik gilt seine Leidenschaft dem Sport. Hallyday betreibt seit Jahren Motorsport und ist in verschiedenen europäischen Rennserien gefahren, darunter die FFSA, Le Mans Series (LMS), FIA-GT und BTCS.
David Hallyday war bis 2001 mit dem Model Estelle Lefébure verheiratet und hat mit ihr zwei Töchter.

## Diskografie

### Soloveröffentlichungen

#### Alben
- 1988: True Cool (FR: ×2Doppelgold )
- 1989: Your Power of Love
- 1990: Rock ’n’ Heart (FR: ×2Doppelgold )
- 1992: On the Road
- 1992: On the Road – Live Double Drée
- 1994: 2000 Bbf (Blind Fish feat. David Hallyday)
- 1997: Novacaine (mit Novacaine)
- 1998: Master Serie (Kompilation)

| Jahr | Titel                          | Höchstplatzierung, Gesamtwochen, AuszeichnungChartplatzierungen (Jahr, Titel, Platzierungen, Wochen, Auszeichnungen, Anmerkungen) | Höchstplatzierung, Gesamtwochen, AuszeichnungChartplatzierungen (Jahr, Titel, Platzierungen, Wochen, Auszeichnungen, Anmerkungen) | Höchstplatzierung, Gesamtwochen, AuszeichnungChartplatzierungen (Jahr, Titel, Platzierungen, Wochen, Auszeichnungen, Anmerkungen) | Anmerkungen                              |
| Jahr | Titel                          | FR | BEW | CH | Anmerkungen                              |
| ---- | ------------------------------ | --- | --- | --- | ---------------------------------------- |
| 1999 | Un paradis / Un enfer          | FR9 Platin · (54 Wo.)FR | BEW7 (39 Wo.)BEW | — | Erstveröffentlichung: 14. September 1999 |
| 2002 | Révélation                     | FR9 (21 Wo.)FR | — | CH44 (8 Wo.)CH |                                          |
| 2004 | Satellite                      | FR14 (28 Wo.)FR | BEW44 (8 Wo.)BEW | CH41 (5 Wo.)CH | Erstveröffentlichung: 14. September 2004 |
| 2007 | David Hallyday                 | FR25 (12 Wo.)FR | BEW32 (11 Wo.)BEW | — | Erstveröffentlichung: 18. Juni 2007      |
| 2010 | Un nouveau monde               | FR9 Gold · (32 Wo.)FR | BEW18 (9 Wo.)BEW | CH63 (2 Wo.)CH | Erstveröffentlichung: 15. März 2010      |
| 2016 | Le temps d’une vie             | FR71 (3 Wo.)FR | BEW132 (7 Wo.)BEW | — | Erstveröffentlichung: 15. November 2016  |
| 2018 | J’ai quelque chose à vous dire | FR5 Platin · (31 Wo.)FR | BEW7 (23 Wo.)BEW | CH14 (6 Wo.)CH | Erstveröffentlichung: 7. Dezember 2018   |
| 2020 | Imagine un monde               | FR33 (5 Wo.)FR | BEW55 (7 Wo.)BEW | — | Erstveröffentlichung: 27. November 2020  |
| 2024 | Requiem pour un fou            | FR3 Gold · (43 Wo.)FR | BEW3 (30 Wo.)BEW | CH17 (2 Wo.)CH | Erstveröffentlichung: 21. Juni 2024      |

#### Singles
| Jahr | Titel Album                                        | Höchstplatzierung, Gesamtwochen, AuszeichnungChartplatzierungen (Jahr, Titel, Album, Platzierungen, Wochen, Auszeichnungen, Anmerkungen) | Höchstplatzierung, Gesamtwochen, AuszeichnungChartplatzierungen (Jahr, Titel, Album, Platzierungen, Wochen, Auszeichnungen, Anmerkungen) | Höchstplatzierung, Gesamtwochen, AuszeichnungChartplatzierungen (Jahr, Titel, Album, Platzierungen, Wochen, Auszeichnungen, Anmerkungen) | Höchstplatzierung, Gesamtwochen, AuszeichnungChartplatzierungen (Jahr, Titel, Album, Platzierungen, Wochen, Auszeichnungen, Anmerkungen) | Anmerkungen                                          |
| Jahr | Titel Album                                        | FR | BEW | CH | US | Anmerkungen                                          |
| ---- | -------------------------------------------------- | --- | --- | --- | --- | ---------------------------------------------------- |
| 1987 | He’s My Girl True Cool                             | FR8 Silber · (18 Wo.)FR | — | — | US79 (6 Wo.)US |                                                      |
| 1988 | High True Cool                                     | FR1 (23 Wo.)FR | — | — | — |                                                      |
| 1989 | Wanna Take My Time True Cool                       | FR11 (11 Wo.)FR | — | — | — |                                                      |
| 1989 | Listening (Remix) True Cool                        | FR11 (14 Wo.)FR | — | — | — |                                                      |
| 1990 | Tears of The Earth Rock’n’Heart                    | FR6 Silber · (17 Wo.)FR | — | — | — |                                                      |
| 1991 | About You Rock’n’Heart                             | FR10 (17 Wo.)FR | — | — | — |                                                      |
| 1991 | Ooh La La Rock’n’Heart                             | FR28 (16 Wo.)FR | — | — | US51 (10 Wo.)US |                                                      |
| 1991 | Change of Heart Rock’n’Heart                       | FR21 (8 Wo.)FR | — | — | — |                                                      |
| 1992 | Hold On Blue Eyes On the road                      | FR34 (6 Wo.)FR | — | — | — |                                                      |
| 1999 | Tu ne m’as pas laissé le temps Un paradis/Un enfer | FR1 Diamant · (30 Wo.)FR | BEW2 (26 Wo.)BEW | — | — |                                                      |
| 1999 | Pour toi Un paradis/Un enfer                       | FR33 (19 Wo.)FR | BEW32 (10 Wo.)BEW | — | — |                                                      |
| 2000 | Ange étrange Un paradis/Un enfer                   | FR36 (12 Wo.)FR | — | — | — |                                                      |
| 2002 | Repenses-y si tu veux Révélation                   | FR36 (16 Wo.)FR | — | — | — |                                                      |
| 2002 | Un homme libre Révélation                          | FR35 (13 Wo.)FR | — | CH68 (5 Wo.)CH | — |                                                      |
| 2004 | Le défi Satellite                                  | FR14 (17 Wo.)FR | BEW34 (2 Wo.)BEW | — | — | Erstveröffentlichung: 2. November 2004               |
| 2005 | Satellite / Le défi Satellite                      | FR45 (8 Wo.)FR | — | — | — |                                                      |
| 2010 | On se fait peur Un nouveau monde                   | — | BEW18 (13 Wo.)BEW | — | — | Erstveröffentlichung: 11. Januar 2010 mit Laura Smet |

grau schraffiert: keine Chartdaten aus diesem Jahr verfügbar
Weitere Singles
- 1988: Move
- 2016: Comme avant

#### Gastbeiträge
- 1993: Pain and Pride (Blind Fish feat. David Hallyday)
- 1994: Natural Child (Blind Fish feat. David Hallyday)

### Mit Mission Control
- 2015: Alive (Album)
- 2015: The Rising (Single)

## Filmografie
Spielfilme
- 2015: Die Tribute von Panem – Mockingjay Teil 2, kurzer Auftritt als Wächter
- 1994: Grosse fatigue, kurzer Auftritt als er selbst zusammen mit seiner ersten Frau Estelle Lefébure
- 1987: He’s my girl, Bryan Peters

Synchronisation
- 2002: La Planète au Trésor (deutscher Titel: Der Schatzplanet), Jim Hawkins

Les Enfoirés
- 2009: Les Enfoirés font leur cinéma
- 2008: Les secrets des Enfoirés
- 2007: La caravane des Enfoirés
- 2003: La foire aux Enfoirés
- 2002: Tous dans le même bateau
- 2001: L’odyssée des Enfoirés
- 2000: Enfoirés en 2000
- 1999: Dernière édition avant l’an 2000

## Motorsport-Statistik

### Le-Mans-Ergebnisse
| Jahr | Team                    | Fahrzeug                | Teamkollege        | Teamkollege          | Platzierung | Ausfallgrund  |
| ---- | ----------------------- | ----------------------- | ------------------ | -------------------- | ----------- | ------------- |
| 2002 | Auto Palace             | Ferrari 360 Modena GT   | Ryō Fukuda         | Guillaume Gomez      | Ausfall     | Elektrik      |
| 2003 | Courage Compétition     | Courage C65             | Philippe Alliot    | Carl Rosenblad       | Ausfall     | Ventilschaden |
| 2007 | PSI Experience          | Chevrolet Corvette C6.R | Philipp Peter      | Claude-Yves Gosselin | Rang 28     |               |
| 2008 | Larbre Compétition      | Saleen S7-R             | Christophe Bouchut | Patrick Bornhauser   | Rang 28     |               |
| 2011 | Team Oreca Matmut       | Oreca 03                | Alexandre Prémat   | Dominik Kraihamer    | Ausfall     | Unfall        |
| 2014 | IMSA Performance Matmut | Porsche 997 GT3-RSR     | Raymond Narac      | Nicolas Armindo      | Rang 31     |               |